# Vi tro uppå en Gud
Vi tro uppå en Gud är en översättning av den niceanska trosbekännelsen "Credo in unum Deum". Den tyska inledningen lyder Ich gläube an einen GOTT. Psalmen finns i talrika svenska handskrifter från 1500- och 1600-talen. 

## Publicerad i
- Göteborgspsalmboken under rubriken "Troones Articklar".[1]
- Den svenska psalmboken 1694 som nummer 6 under rubriken "Trones Artiklar".[2]
- 1695 års psalmbok som nr 5 under rubriken "Catechismus författad i Sånger: Trones Artiklar".